# 아질산염

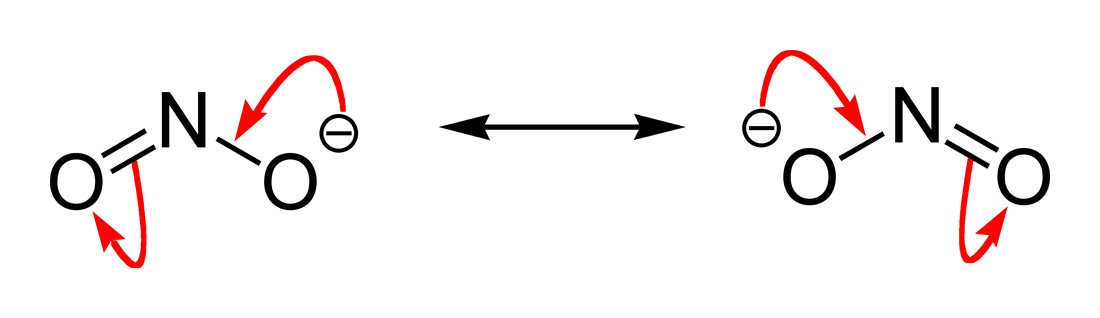
아질산염

아질산염(亞窒酸鹽)은 아질산의 염으로 아질산 이온을 가진 물질이다. 아질산 이온은 NO2− 화학식을 지니는 음이온이다. MINO2 및 MⅡ(NO2)2, MIONO 등으로 표시한다. 일반적으로 환원제, 산화제 등으로 작용한다.

## 아질산염 이온

### 아질산 나트륨
아질산 나트륨은 질소산화물을 수용성 수산화 나트륨이나 탄산 나트륨 용액에 통과시켜 산업적으로 만들어낸다.
NO + NO2 + 2NaOH (or Na2CO3) → 2NaNO2 +H2O (또는 CO2)
이 산물은 재결정으로 정화시킬 수 있다. 알칼리 금속 아질산염은 녹는점(KNO2의 경우 441 °C)에 이를 때까지 열적으로 안정적이다. 암모늄 아질산은 삼산화 이질소 N2O3로 만들 수 있다.
2NH3 + H2O +N2O3 → 2NH4NO2

### 산의 특성
수용액 상태의 아질산은 약산이다.
HNO2  H+ + NO2-; pKa = ca. 3.3 at 18 °C
아질산은 휘발성이다. 불균등화 반응 관점에서 안정적이지 않다.
3HNO2 (aq)  H3O+ + NO3- + 2NO

### 산화와 환원
| 산화 반쪽 반응                 | E0/V   |
| ------------------------------ | ------ |
| NO3- + 3H+ + 2e- HNO2 + H2O    | +0.94  |
| 2HNO2+ 4H+ + 4e- H2N2O2 + 2H2O | +0.86  |
| N2O4 + 2H+ + 2e- 2HNO2         | +1.065 |
| 2HNO2+ 4H+ + 4e- N2O + 3H2O    | +1.29  |
- H2N2O2 + 2H+ + 2e-  N2 + 2H2O; E0 = 2.65V
- 5NO2- + 2MnO4- + 6H+ → 5NO3- + Mn2+ + 3H2O
- HNO2 + N2H5+ → HN3 + H2O + H3O+
HNO2 + HN3 → N2O + N2 + H2O

## 같이 보기
- 염지